# سيمنز ديسيرو
سيمنز ديسيرو (بالألمانية: Siemens Desiro) هي عائلة من قطارات الركاب متعددة الوحدات التي تعمل بالديزل أو الكهرباء والتي طورتها شركة سيمنز للتنقل، وهي قسم من تكتل سيمنز الألماني. المتغيرات الرئيسية هي ديسيرو كلاسيك وديسيرو إم إل وديسيرو يو كيه والإصدارات اللاحقة ديسيرو سيتي وديسيرو إتش سي وديسيرو روس. تُستخدم القطارات في الغالب لخدمات الركاب والخدمات الإقليمية، كما أن تسارعها السريع يجعلها مناسبة للخدمات ذات المسافات القصيرة بين المحطات. التصميم مرن، وأصبح شائعًا في العديد من الدول الأوروبية.

## ديسيرو إتش سي
في إينو ترانس 2014، قدمت شركة سيمنز عرض ديسيرو عالي السعة (ديسيرو إتش سي). يتكون ديسيرو إتش سي من سيارات ذات طابق واحد مع ما يصل إلى أربع حافلات متوسطة ذات طابقين، والتي تجمع بين إمكانية الوصول والسعة.

### مصر
في مايو 2022، أُعلن أن مصر طلبت 94 مجموعة من أربع عربات من طراز ديسيرو، من بين معدات السكك الحديدية الأخرى، لتطوير السكك الحديدية بطول 2000 كيلومتر (1200 ميل).